# Восьме Березня (Охтирський район)
Восьме Березня —  село в Україні, у Чернеччинській сільській громаді Охтирського району Сумської області. Населення становить 97 осіб. Колишній орган місцевого самоврядування — Бугруватська сільська рада.

## Географія
Село Восьме Березня знаходиться на лівому березі річки Хухра, вище за течією примикає село Бугрувате, нижче за течією на відстані 1 км розташоване село Перемога.

## Історія
12 червня 2020 року, відповідно до розпорядження Кабінету Міністрів України № 723-р «Про визначення адміністративних центрів та затвердження територій територіальних громад Сумської області», село увійшло до складу Черниччинської сільської громади.
19 липня 2020 року, в результаті адміністративно-територіальної реформи та ліквідації Охтирського району(1923-2020), село увійшло до складу новоутвореного Охтирського району.